# Heliscella stellata
Heliscella stellata är en svampart som först beskrevs av Ingold & V.J. Cox, och fick sitt nu gällande namn av Marvanová 1980. Heliscella stellata ingår i släktet Heliscella, divisionen sporsäcksvampar och riket svampar.   Inga underarter finns listade i Catalogue of Life.